# Aclemmysa algirica
Aclemmysa algirica là một loài bọ cánh cứng trong họ Endomychidae. Loài này được Capra miêu tả khoa học năm 1924.